# Championnat du Sergipe de football
Le championnat du Sergipe de football (en portugais : Campeonato Sergipano) est une compétition de football qui réunit les meilleurs clubs de l'État du Sergipe, au Brésil. Il est organisé depuis 1918.

## Participants et localisation des clubs de l'édition 2021
- Promu de Série A2

| Club                    | Classement 2020 | Stade                     | Capacité théorique | Ville                   | Saisons en Série A1 |
| ----------------------- | --------------- | ------------------------- | ------------------ | ----------------------- | ------------------- |
| AD Confiança            | 1er             | Estádio Sabino Ribeiro    | 5 000              | Aracaju                 | 70                  |
| CS Sergipe              | 2e              | Estádio João Hora         | 6 000              | Aracaju                 | 98                  |
| AD Freipaulistano (pt)  | 3e              | Titão                     | 4 000              | Frei Paulo              | 5                   |
| AO Itabaiana            | 4e              | Estádio Etelvino Mendonça | 11 000             | Itabaiana               | 68                  |
| Boca Júnior FC (pt)     | 5e              | Estádio Fernando França   | 5 000              | Carmópolis              | 10                  |
| Dorense FC (pt)         | 6e              | Aristão                   | 3 000              | Nossa Senhora das Dores | 13                  |
| Lagarto FC (pt)         | 7e              | Barretão                  | 8 000              | Lagarto                 | 10                  |
| América FC (pt)         | 8e              | Estádio Roberto Silva     | 1 000              | Pedrinhas               | 2                   |
| CS Maruinense (pt)      | 1er (D2)        | Vavazão                   | 10 235             | Maruim                  | 23                  |
| Atlético Gloriense (pt) | 2e (D2)         | Estádio Editon Oliveira   | 3 000              | Nossa Senhora da Glória | 1                   |

## Palmarès
| Année     | Champion                   |
| --------- | -------------------------- |
| 1918      | Cotinguiba EC (1)          |
| 1919      | Non disputée               |
| 1920      | Cotinguiba EC (2)          |
| 1921      | SC Industrial (1)          |
| 1922      | CS Sergipe (1)             |
| 1923      | Cotinguiba EC (3)          |
| 1924      | CS Sergipe (2)             |
| 1925-1926 | Non disputée               |
| 1927      | CS Sergipe (3)             |
| 1928      | CS Sergipe (4)             |
| 1929      | CS Sergipe (5)             |
| 1930-1931 | Non disputée               |
| 1932      | CS Sergipe (6)             |
| 1933      | CS Sergipe (7)             |
| 1934      | Palestra Futebol Clube (1) |
| 1935      | Palestra Futebol Clube (2) |
| 1936      | Cotinguiba EC (4)          |
| 1937      | CS Sergipe (8)             |
| 1938      | Non disputée               |
| 1939      | Ipiranga FC (1)            |
| 1940      | CS Sergipe (9)             |
| 1941      | Riachuelo FC (1)           |
| 1942      | Cotinguiba EC (5)          |
| 1943      | CS Sergipe (10)            |
| 1944      | Vasco EC (1)               |
| 1945      | Ipiranga FC (2)            |
| 1946      | Olímpico FC (1)            |
| 1947      | Olímpico FC (2)            |
| 1948      | Vasco EC (2)               |
| 1949      | Palestra Futebol Clube (3) |
| 1950      | Passagem Esporte Clube (1) |
| 1951      | AD Confiança (1)           |
| 1952      | Cotinguiba EC (6)          |
| 1953      | Vasco EC (3)               |
| 1954      | AD Confiança (2)           |
| 1955      | CS Sergipe (11)            |
| 1956      | Sport Clube Santa Cruz (1) |
| 1957      | Sport Clube Santa Cruz (2) |
| 1958      | Sport Clube Santa Cruz (3) |
| 1959      | Sport Clube Santa Cruz (4) |
| 1960      | Sport Clube Santa Cruz (5) |
| 1961      | CS Sergipe (12)            |
| 1962      | AD Confiança (3)           |
| 1963      | AD Confiança (4)           |
| 1964      | CS Sergipe (13)            |
| 1965      | AD Confiança (5)           |
| 1966      | América FC (1)             |
| 1967      | CS Sergipe (14)            |
| 1968      | AD Confiança (6)           |
| 1969      | AO Itabaiana (1)           |
| 1970      | CS Sergipe (15)            |
| 1971      | CS Sergipe (16)            |
| 1972      | CS Sergipe (17)            |
| 1973      | AO Itabaiana (2)           |
| 1974      | CS Sergipe (18)            |
| 1975      | CS Sergipe (19)            |
| 1976      | AD Confiança (7)           |
| 1977      | AD Confiança (8)           |
| 1978      | AO Itabaiana (3)           |
| 1979      | AO Itabaiana (4)           |
| 1980      | AO Itabaiana (5)           |
| 1981      | AO Itabaiana (6)           |
| 1982      | AO Itabaiana (7)           |
| 1982      | CS Sergipe (20)            |
| 1983      | AD Confiança (9)           |
| 1984      | CS Sergipe (21)            |
| 1985      | CS Sergipe (22)            |
| 1986      | AD Confiança (10)          |
| 1987      | Vasco EC (4)               |
| 1988      | AD Confiança (11)          |
| 1989      | CS Sergipe (23)            |
| 1990      | AD Confiança (12)          |
| 1991      | CS Sergipe (24)            |
| 1992      | CS Sergipe (25)            |
| 1993      | CS Sergipe (26)            |
| 1994      | CS Sergipe (27)            |
| 1995      | CS Sergipe (28)            |
| 1996      | CS Sergipe (29)            |
| 1997      | AO Itabaiana (8)           |
| 1998      | Atlético Lagartense (1)    |
| 1999      | CS Sergipe (30)            |
| 2000      | CS Sergipe (31)            |
| 2000      | AD Confiança (13)          |
| 2001      | AD Confiança (14)          |
| 2002      | AD Confiança (15)          |
| 2003      | CS Sergipe (32)            |
| 2004      | AD Confiança (16)          |
| 2005      | AO Itabaiana (9)           |
| 2006      | Olímpico Pirambu (3)       |
| 2007      | América FC (2)             |
| 2008      | AD Confiança (17)          |
| 2009      | AD Confiança (18)          |
| 2010      | SE River Plate (1)         |
| 2011      | SE River Plate (2)         |
| 2012      | AO Itabaiana (10)          |
| 2013      | CS Sergipe (33)            |
| 2014      | AD Confiança (19)          |
| 2015      | AD Confiança (20)          |
| 2016      | CS Sergipe (34)            |
| 2017      | AD Confiança (21)          |
| 2018      | CS Sergipe (35)            |
| 2019      | AD Freipaulistano (1)      |
| 2020      | AD Confiança (22)          |
| 2021      | CS Sergipe (36)            |
| 2022      | CS Sergipe (37)            |
| 2023      | AO Itabaiana (11)          |
| 2024      | AD Confiança (23)          |

## Bilan
| Club                | Titres | Années |
| ------------------- | ------ | --- |
| CS Sergipe          | 37     | 1922, 1924, 1927, 1928, 1929, 1932, 1933, 1937, 1940, 1943, 1955, 1961, 1964, 1967, 1970, 1971, 1972, 1974, 1975, 1982, 1984, 1985, 1989, 1991, 1992, 1993, 1994, 1995, 1996, 1999, 2000, 2003, 2013, 2016, 2018, 2021, 2022 |
| AD Confiança        | 23     | 1951, 1954, 1962, 1963, 1965, 1968, 1976, 1977, 1983, 1986, 1988, 1990, 2000, 2001, 2002, 2004, 2008, 2009, 2014, 2015, 2017, 2020, 2024                                                                                     |
| AO Itabaiana        | 11     | 1969, 1973, 1978, 1979, 1980, 1981, 1982, 1997, 2005, 2012, 2023 |
| Cotinguiba EC       | 6      | 1918, 1920, 1923, 1936, 1942, 1952 |
| SC Santa Cruz       | 5      | 1956, 1957, 1958, 1959, 1960 |
| Vasco EC            | 4      | 1944, 1948, 1953, 1987 |
| Olímpico Pirambu    | 3      | 1946, 1947, 2006 |
| Palestra FC         | 3      | 1934, 1935, 1949 |
| SE River Plate      | 2      | 2010, 2011 |
| América FC          | 2      | 1966, 2007 |
| Ipiranga FC         | 2      | 1939, 1945 |
| Atlético Lagartense | 1      | 1998 |
| SC Industrial       | 1      | 1921 |
| Riachuelo FC        | 1      | 1941 |
| Passagem EC         | 1      | 1950 |
| AD Freipaulistano   | 1      | 2019 |